# 萊諾克斯 (愛荷華州)
萊諾克斯（英語：Lenox）是一個位於美國愛荷華州泰勒縣和亞當斯縣的城市。

## 地理
萊諾克斯的座標為40°53′00″N 94°33′30″W / 40.88333°N 94.55833°W，而該地的平均海拔高度為395米（即1296英尺）。

## 人口
根據2010年美國人口普查的數據，萊諾克斯的面積為5.34平方千米，當中陸地面積為5.13平方千米，而水域面積為0.21平方千米。當地共有人口1407人，而人口密度為每平方千米263人。